# Yucca valida
Yucca valida es una especie de planta fanerógama perteneciente a la familia de Asparagaceae. El nombre común es datilillo.

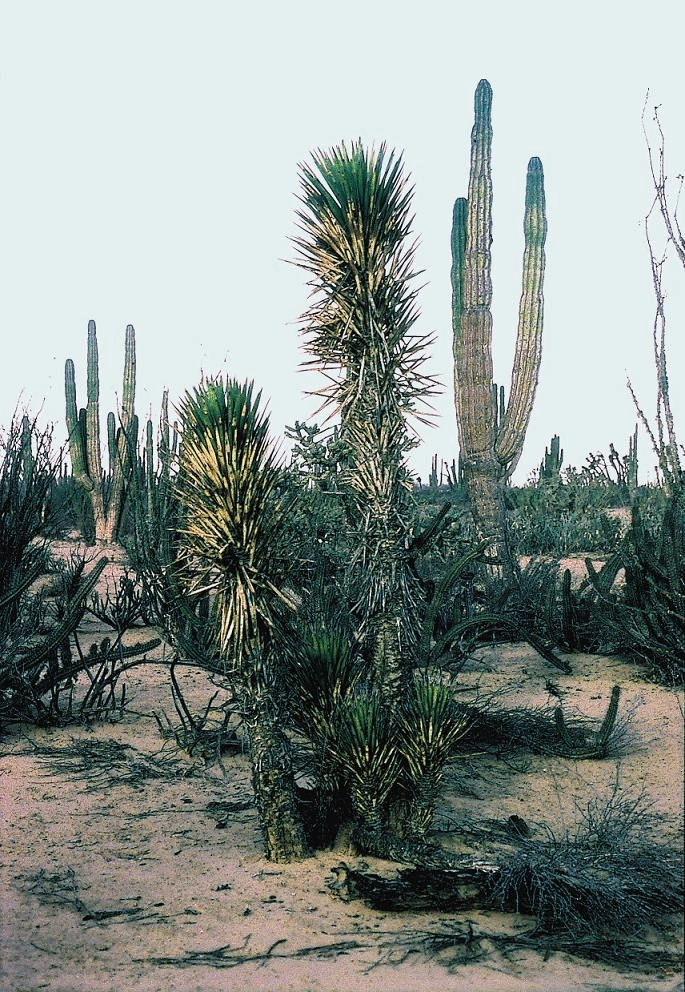
Vista de la planta

## Distribución y hábitat
Es nativa de los estados mexicanos de Baja California, Baja California Sur, Sonora y Sinaloa. Se encuentra asociada a Yucca whipplei subsp. eremica, Echinocereus lindsayi, Echinocereus ferreirianus, Pachycereus pringlei, Idria columnaris, y especies de Agave y Opuntia.

## Descripción
Yucca valida es una especie de gran tamaño, ramificada que alcanza hasta 7 m de altura. Las hojas son rígidas lanceoladas, de hasta 35 cm de largo. Las hojas muertas cuelgan en la planta por debajo de las hojas vivas, formando una falda alrededor del tronco. Las flores son blancas, formando una fruta negra jugosa, comestible que mide hasta 4,5 cm de largo.

## Taxonomía
Yucca valida fue descrita por Townshend Stith Brandegee y publicado en Proceedings of the California Academy of Sciences, Series 2, 2: 208, t. 11. 1889.
Etimología
Yucca: nombre genérico que fue nombrado por Carlos Linneo y que deriva por error de la palabra taína: yuca (escrita con una sola "c").
valida: epíteto latíno que significa "robusta".
Sinonimia
- Yucca × schottii var. valida (Brandegee) M.E. Jones
- Sarcoyucca valida (Brandegee) Lindinger